# تشرنیکوویتسه (ناحیه ریخنوف ناد کنیژنوو)
تشرنیکوویتسه (به چکی: Černíkovice) یک منطقهٔ مسکونی در جمهوری چک است که در ناحیه ریخنوف ناد کنیژنوو واقع شده‌است.